# Platysenta europaea
Platysenta europaea är en fjärilsart som beskrevs av Parenzan 1981. Platysenta europaea ingår i släktet Platysenta och familjen nattflyn. Inga underarter finns listade i Catalogue of Life.